# Richard N. Richards
Richard Noel „Dick“ Richards (* 24. August 1946 in Key West, Bundesstaat Florida, USA) ist ein ehemaliger US-amerikanischer Astronaut.

## Ausbildung
Richards erhielt 1969 einen Bachelor in Chemieingenieurwesen von der University of Missouri und 1970 einen Master in Luftfahrttechnik von der University of West Florida.

## Militärlaufbahn
1969 trat Richards in die United States Navy ein und wurde dort zum Marineflieger ausgebildet. Ab 1970 war er auf der Norfolk Naval Air Station in Virginia stationiert und ab 1973 auf den Flugzeugträgern America und Saratoga im Nordatlantik und im Mittelmeer. 1976 kam er auf die U.S. Naval Test Pilot School nach Maryland. Nach seiner Ausbildung dort arbeitete er die nächsten dreieinhalb Jahre als Testpilot, hauptsächlich auf dem Gebiet der automatischen Landungen auf Flugzeugträgern.

## Astronautentätigkeit
Nach einer vergeblichen Bewerbung für die achte Astronautengruppe wurde Richards im Mai 1980 von der NASA als Astronautenanwärter mit der neunten Gruppe ausgewählt. Im April 1995 verließ Richards das Astronautenbüro und wechselte zum Space-Shuttle-Programm-Büro am Johnson Space Center. Dort war er Missionsmanager für die zweite Wartungsmission zum Hubble-Weltraumteleskop (STS-82) und die zweite Tethered-Satellite-System-Mission (STS-75). 1997 wurde er Manager der Space Shuttle Program Integration, diese Tätigkeit umfasste die tägliche operationelle Planung aller Shuttle-Missionen. Er hatte dabei auch den Vorsitz des Flight Mission Management Teams inne.

### STS-61-E
Die Mission STS-61-E mit der Raumfähre Columbia hätte im März 1986 die ASTRO-1-Spacelab-Mission ins All bringen sollen. Nach der Challenger-Katastrophe wurde der Flug abgesagt. Die Mannschaft hätte aus Jon McBride, Richard Richards, David Leestma, Jeffrey Hoffman, Robert Parker, Samuel Durrance und Ronald Parise bestanden.

### STS-71-A
Die Mission STS-71-A mit der Raumfähre Atlantis hätte am 12. Januar 1987 die ASTRO-2-Spacelab-Mission ins All bringen sollen. Nach der Challenger-Katastrophe wurde der Flug abgesagt. Die Mannschaft hätte aus Jon McBride, Richard Richards, David Leestma, Jeffrey Hoffman, Robert Parker, Nutzlastspezialist Kenneth Nordsieck sowie einem der zwei weiteren Nutzlastspezialisten  Samuel Durrance und Ronald Parise bestanden.

### STS-28
Am 8. August 1989 flog Richards mit der Raumfähre Columbia zum ersten Mal ins All. STS-28 war ein Flug für das US-amerikanische Verteidigungsministerium mit geheimer Nutzlast.

### STS-41
Am 6. Oktober 1990 startete Richards als Kommandant der Raumfähre Discovery ins All. Während dieser Mission wurde die bis dahin schwerste Nutzlast, die Raumsonde Ulysses, ausgesetzt. Ulysses ist ein Gemeinschaftsprojekt der NASA und der ESA zur Erforschung der Sonne.

### STS-50
Während der Mission STS-50 war Richards Kommandant auf der Raumfähre Columbia. Die Mission startete am 25. Juni 1992. Die Primärnutzlast war das Mikrogravitationslabor USML-1, einem bemannten Spacelab-Modul. Es wurden zahlreiche Experimente zur Erforschung des Kristallwachstums von Zeolith, der Oberflächenspannungsphysik und menschlicher Physiologie durchgeführt.

### STS-64
Seinen vierten Flug unternahm Richards im September 1994 als Kommandant des Space-Shuttles Discovery. Im Rahmen von STS-64 wurden das laseroptische Radarsystem LITE getestet. Eine weitere Aufgabe war das Aussetzen und Bergen des astronomischen Forschungssatelliten SPARTAN-201, einem frei fliegendem Satelliten zur Erforschung des Sonnenwindes und der Sonnenkorona. Nach elf Tagen im Weltraum landete er am 20. September 1994 auf der Edwards Air Force Base in Kalifornien.

## Nach der NASA
Im August 1998 verließ Richards die NASA und wechselte zur Space-Shuttle-Sparte von Boeing. 2007 ging Richards von Boeing in den Ruhestand.